# Failsworth
Failsworth – miasto w Wielkiej Brytanii, w Anglii, w aglomeracji Manchesteru, należące do dystryktu Oldham. Niegdyś ośrodek przemysłu tekstylnego (zwłaszcza produkcji kapeluszy), obecnie najważniejszymi dziedzinami lokalnej gospodarki są produkcja elementów elektrycznych i plastiku. Miasto liczy ok. 20,5 tys. mieszkańców.

## Współpraca
- Landsberg am Lech, Niemcy